# Aïn Deheb
Aïn Deheb (em árabe: عين الذهب) é uma comuna localizada na província de Tiaret, Argélia. Sua população estimada em 2008 era de 28 595 habitantes.